# Воробьёва, Ида Александровна
И́да Алекса́ндровна Воробьёва (30 октября 1929, Красное, Сибирский край — 8 октября 1996, Барнаул) — советский и российский лингвист, доктор филологических наук (1973), заслуженный деятель науки РФ (1995).

## Биография
Родилась в селе Красное Сибирского края (ныне — Ленинск-Кузнецкий район Кемеровской области). В 1953 году окончила историко-филологический факультет Томского университета, в 1956 — аспирантуру при нём, с 1956 по 1973 годы работала на кафедре русского языка ТГУ. В 1958 году И. А. Воробьёва защитила кандидатскую диссертацию на тему «Развитие глагольной префиксации в русском языке (к истории приставки В-)», в 1973 году — докторскую диссертацию на тему «Топонимическая система средней части бассейна реки Обь».
С 1973 года и до конца жизни И. А. Воробьёва жила и работала в Барнауле. В 1973 году организовала филологический факультет Алтайского госуниверситета, где проработала заведующим и профессором кафедры русского языка, (позже — общего и исторического языкознания). Основной тематикой научных работ И. А. Воробьёвой является топонимическая система Западной Сибири и Алтая. И. А. Воробьёвой принадлежит более 100 научных работ, в том числе 5 монографий, включая такие уникальные работы как ономастический и диалектный словари по произведениям В. М. Шукшина, 4-томный «Словарь русских говоров Алтая» (в 1997 удостоен премии Демидовского фонда). В 1995 году И. А. Воробьёвой присвоено почётное звание «Заслуженный  деятель науки Российской  Федерации».
Умерла в Барнауле 8 октября 1996 года.

## Публикации
- Воробьева И. А., Палагина В. В. Обучение русскому языку в условиях старожильческих говоров Томской области: Лингвистический сборник. Томск: Изд-во ТГУ, 1962.
- Русская топонимия средней части бассейна Оби. Томск: Изд-во ТГУ, 1973.
- Язык Земли. О местных географических названиях Западной Сибири. Новосибирск: Западно-Сибирское книжное издательство. 1973.
- Дополнение к словарю русских старожильческих говоров средней части бассейна Оби. Томск: Изд-во ТГУ, 1975.
- Топонимика Западной Сибири. Томск: Изд-во ТГУ, 1977.
- Воробьева И. А., Малолетко А. М., Розен М. Ф. Историческая картография и топонимия Алтая. Томск: Изд-во ТГУ, 1980.
- Воробьева И. А., Андрюкова Н. А., Любимова О. А., Музюкина Л. А., Чернышева Т. В. Русская топонимия Алтая. Томск: Изд-во ТГУ, 1981.
- Словарь русских говоров Алтая / Под ред. И. А. Воробьевой. Т. 1—4. Барнаул: Изд-во АГУ, 1993.